# Horace Jenkins
Horace Jenkins, (nacido el 14 de octubre de 1974 en Elizabeth, Nueva Jersey) es un exjugador de baloncesto estadounidense. Con 1.85 de estatura, su puesto natural en la cancha era el de base.

## Trayectoria
- Elizabeth High School
- William Paterson University (1998-2001)
- C.S. Borgomanero (2001-2002)
- Pallacanestro Virtus Roma (2002-2003)
- AEK Atenas (2003-2004)
- Detroit Pistons (2004-2005)
- Hapoel Jerusalem (2005-2006)
- Efes Pilsen (2006-2007)
- Hapoel Jerusalem (2007)
- Fortitudo Bologna (2007-2008)
- Juvecaserta Basket (2008-2009)